# Lemgo-Gesetz
Das „Gesetz zur Neugliederung des Landkreises Lemgo (Lemgo-Gesetz)“, das am 5. November 1968 vom nordrhein-westfälischen Landtag beschlossen wurde, umfasst die Gebietsreform für das Gebiet des damaligen Landkreises Lemgo (heute: Kreis Lippe) im Regierungsbezirk Detmold auf kommunaler Ebene. Das Gesetz trat am 1. Januar 1969 in Kraft.

## Kurzbeschreibung
| I. Abschnitt  | Gebietsänderungen im Bereich der Gemeinden |
| § 1           | Zusammenschluss der Stadt Oerlinghausen mit den Gemeinden Helpup und Lipperreihe zur Stadt Oerlinghausen |
| § 2           | Zusammenschluss der Gemeinden Asemissen, Bechterdissen, Bexterhagen, Greste, Krentrup, Leopoldshöhe, Nienhagen, Schuckenbaum zur Gemeinde Leopoldshöhe |
| § 3           | Zusammenschluss der Städte Bad Salzuflen und Schötmar und der Gemeinden Biemsen-Ahmsen, Ehrsen-Breden, Grastrup-Hölsen, Holzhausen, Lockhausen, Papenhausen, Retzen, Werl-Aspe, Wülfer-Bexten und Wüsten zur neuen Stadt Bad Salzuflen                                                                         |
| § 4           | Zusammenschluss der Stadt Lemgo und der Gemeinden Brake in Lippe, Brüntorf, Entrup, Leese, Lieme, Lüerdissen, Matorf, Voßheide, Wahmbeck, Welstorf und Wiembeck zur neuen Stadt Lemgo |
| § 5           | Zusammenschluss der Gemeinden Bega, Hillentrup, Humfeld, Schwelentrup und Wendlinghausen zur neuen Gemeinde Dörentrup |
| § 6           | Zusammenschluss der Stadt Barntrup und der Gemeinden Alverdissen, Selbeck, Sommersell und Sonneborn zur neuen Stadt Barntrup |
| § 7           | Zusammenschluss der Gemeinden Asendorf, Bavenhausen, Bentorf, Brosen, Erder, Heidelbeck, Henstorf, Hohenhausen, Kalldorf, Langenholzhausen, Lüdenhausen, Osterhagen, Stemmen, Talle, Varenholz und Westorf zur neuen Gemeinde Kalletal                                                                         |
| § 8           | Zusammenschluss der Gemeinden Almena, Asmissen, Bösingfeld, Bremke, Göstrup, Kükenbruch, Laßbruch, Meierberg, Nalhof, Rott, Schönhagen, Silixen zur neuen Gemeinde Extertal |
| II. Abschnitt | Schlussvorschriften |
| § 9           | Bestätigungen und Abänderungen von einzelnen Gebietsänderungsverträgen zwischen Gemeinden und von Bestimmungen des Oberkreisdirektors des Landkreises Lemgo über Einzelheiten zur Bildung von Gemeinden |
| § 10          | Auflösung der Amtsbezirke der Amtmänner in Brake und Schötmar |
| § 11          | Zuordnung zu Amtsgerichten: - Dörentrup, Extertal, Kalletal und Lemgo zum Amtsgericht Lemgo - Leopoldshöhe und Oerlinghausen zum Amtsgericht Oerlinghausen - Bad Salzuflen zum Amtsgericht Bad Salzuflen - Barntrup zum Amtsgericht Blomberg Aufhebung vom Amtsgericht Hohenhausen und Amtsgericht Alverdissen |
| § 12          | Bestimmungen zur Wahlzeit der Räte |
| § 13          | Inkrafttreten |
|               | Anlagen |